# 千住明
千住明（1960年10月21日—），出生於東京都杉並區的日本作曲家、編曲家及音樂製作人，亦是一位鋼琴家。日本音樂著作權協會現任主席。
早年畢業於慶應義塾大學工學部，隨後進入東京藝術大學的作曲系，其結業作品「EDEN」更為該大學所購得，成為東京藝術大學藝術資料館永久保存的項目之一。千住明的作品涵蓋古典及現代音樂領域，曾先後為多齣動畫及電影製作背景音樂，故此有「映像音樂魔術師」的美譽。千住明曾編寫鋼琴協奏曲、交響樂及器樂獨奏作品，其作品旋律鮮明、細膩且動人，代表作有Gloria ～希望の光～、「宿命」鋼琴協奏曲等。
千住明的父親為慶應義塾大學的名譽教授及工學博士，母親千住文子為教育評論學者（2013年6月27日歿）；其兄千住博為一位畫家，其妹千住真理子為小提琴家。千住明三兄妹在藝術上均有卓越成就，故被稱為「藝術家三兄弟」。

## 作品

### 動畫
- 「媽媽是小學四年生」日本電視台（1992）
- 「機動戰士V GUNDAM」朝日電視台（1993）
- 「沉默的艦隊」OVA（1995）
- 「鋼鐵神兵」TBS電視台（1996）
- 「アリーテ姫」（2000）
- 「鐵人28號」（2004年版）東京電視台
- 「雪之女王」日本放送協会（NHK）（2005）
- 「血色花园」朝日电视台（2006）
- 「鋼之鍊金術師 FULLMETAL ALCHEMIST」TBS电视台（2009）
- 「宵星傳奇 ～The First Strike～」角川配給（2009）
- 「革命機Valvrave」每日放送（2013）

### 電視劇
- 誰かが彼女を愛してる（1992，富士電視台）伴一彦脚本
- 高校教師（1993，TBS電視台）野島伸司脚本
- 人間・失格～たとえばぼくが死んだら（1994，TBS電視台）野島伸司脚本
- 無家可歸的小孩（1994，日本電視台）野島伸司企画、高月真哉脚本
- いつも心に太陽を（1994，TBS電視台）小松江子脚本
- 未成年（1995，TBS電視台）野島伸司脚本
- 無家可歸的小孩2（1995，日本電視台）野島伸司企画、山崎淳也脚本
- 世紀末之詩（1998，日本電視台）野島伸司脚本
- 青澀時代（1998，TBS電視台）小松江子脚本
- 聖者之行進（1998，TBS電視台）野島伸司脚本
- 美人（日语：美しい人 (テレビドラマ)）（1999，TBS電視台）野島伸司脚本
- 讓愛說出來（2000，TBS電視台）武田百合子脚本
- Summer Snow（2000，TBS電視台）小松江子脚本
- 蛋糕上的草莓（2001，TBS電視台）野島伸司脚本─第28回日劇學院賞劇中音樂賞受賞
- NHK晨間小說連續劇「ほんまもん」（2001，NHK）西荻弓繪脚本
- 婚外戀愛（2002，朝日電視台）淺野妙子脚本
- 高校教師（2003，TBS電視台）野島伸司脚本
- 好久沒戀愛TBS電視台（2003，TBS電視台）吉田紀子脚本
- NTV開局50年特別企画「小狗華爾滋」（2004，日本電視台）野島伸司企画、吉野万理子脚本
- 「砂之器（2004年版）」（2004，TBS電視台）龍居由佳里脚本
- 夫婦。（2004，TBS電視台）遊川和彦脚本
- 牽絆的愛（2005，TBS電視台）野島伸司脚本
- 恋の時間（2005，TBS電視台）吉田紀子脚本
- 大河劇「風林火山」（2007，NHK）井上靖原作、大森壽美男腳本（本人並且在第49集時出場飾演武田家的士兵）
- 感染爆発〜パンデミック・フルー（2007年，NHK）林宏司脚本
- 「古代史 SP」・大仏開眼（2010年，NHK）池端俊策脚本
- GOLD（2010年，富士電視台）野島伸司脚本
- 99年的愛（2010年，TBS電視台）橋田壽賀子脚本
- 心の糸 （2010年，NHK）龍居由佳里脚本
- 激流～你還記得我嗎？～（2013年、NHK）吉田紀子脚本
- 從足尾來的女人（2014年，NHK）池端俊策脚本
- 流星休旅車（2015，TBS）八津弘幸劇本
- VIVANT（2023，TBS）八津弘幸劇本

### 電影
- 「この胸いっぱいの愛を」2005
- 「HINOKIO」2005
- 「鐵人28號」2005
- 「黄泉がえり」2003　日本アカデミー賞優秀音樂賞受賞
- 「クラッシュ」2003
- 「目下の恋人」2002
- 「劇場版 幻想魔傳 最遊記」2001
- 「愛を乞うひと」1998　日本アカデミー賞優秀音樂賞受賞
- 「タイム・リープ」1997
- 「わが心の銀河鉄道～宮沢賢治物語」1996　日本アカデミー賞優秀音樂賞受賞
- 「RAMPO～インターナショナル・ヴァージョン」1995
- 「無家可歸的小孩」（劇場版）1994
- 「櫻桃小丸子～わたしの好きな歌」1992
- 「高校教師」1993
- 「東方見聞錄」1992
- 「ツルモク独身寮」1991
- 「226」1989
- 「りぼん～ RE-BORN」1987

### 遊戲
- 「三角戰略」2022

### 純音樂
- ヴァイオリンとストリングオーケストラの為の「彩霧」1994 （NHK Hi-vision委嘱）
- ヴァイオリン協奏曲「Return to the Forest」2000
- ヴァイオリンとストリングオーケストラの為の「四季」2004 （日本空港ビルデング委嘱）
- 交響曲 第1番 2005 （山形交響樂團委嘱）
- 「日本交響詩」2005 （NHK放送80周年記念委嘱作品）
  - 『故郷(ふるさと)』『最上川舟歌』『花笠音頭』『佐渡おけさ』『ソーラン節』『五木の子守歌』『中国地方の子守歌』『てぃんさぐの花』『金比羅船々』『阿波踊り』『さくらさくら』をオーケストレーションして並べ立てた作品

### 其他
- 辛島美登里のクリスマスコンサートのアレンジャーとして1999年より参加。
- 「夢の扉 ～NEXT DOOR～」TBS電視台（2004～)
- 「Best Wishes II ─ Next Door」
- 「AKIRA SENJU / SOUNDTRACKS II 1998-2006」
- 「AKIRA SENJU / SOUNDTRACKS 1988-1997」
- 「中森明菜/歌姬」（1994）
- 「中森明菜/Zero Album ~ 歌姬2」（2002）
- 「中森明菜/終幕~ 歌姬3」（2003）
- 「中森明菜/艶華」（2007）

## 著書
- 『音楽の扉』時事通信社 2003年

## 外部連結
- 千住明官方網站